# Туризм во Франции
Туризм во Франции представляет важный аспект экономики страны. Начиная с 1990-х гг., Франция стоит первой в списке самых туристических мест в мире.
Лишь небольшая часть туристов находится на французской территории проездом (например, отпускники и курортники из Северной Европы, направляющиеся в Испанию), большая часть приезжает на каникулы именно во Францию. К ним нужно добавить ту часть французского населения, которая предпочитает проводить свой отпуск во Франции.
Туристическая привлекательность Франции объясняется большим числом достопримечательностей на любой вкус, разнообразием пейзажей, богатством исторического и художественного достояния, умеренным климатом и легкостью транспортного доступа, а также надлежащим обслуживанием туристов (гостиничное дело, парки с аттракционами) и транспортной инфраструктурой. Таким образом каждый французский департамент является туристическим — со множеством своих собственных достопримечательностей.
В основных туристических структурах (гостиницы, кафе-рестораны, кемпинги, бюро путешествий, горные подъемники, термальные курорты) задействовано 700 тыс. служащих.
Всемирная туристская организация ООН (UNWTO) опубликовала статистику по международному турпотоку в 2017 году, в котором Франция (86,9 млн посетителей за год) заняла первое место.

## Основные достопримечательности Франции
- кафедральные соборы;[2]
- замки (шато);
- галло-римские поселения;
- доисторические стоянки;
  - доисторическое искусство;
  - монолиты и мегалиты;
- музеи;
- другие монументы;
- исторические города: исторические центры Лиона, Сарла́ (Sarlat), Руана, крепость Каркассон или старый Тур;
- парки-заповедники;
- природо-охранные зоны;
- экономический туризм;
- туристические пешие походы;
- спортивные занятия;
- курорты на Лазурном Берегу;
- зимние курорты;
- курорты;
- натуризм;
- парки аттракционов;
- местная кухня.

## Самые посещаемые туристами места во Франции
- Париж[3]
- Версальский дворец
- замки Луары
- Мон-Сен-Мишель
- исторический центр Лиона (внесенный в список ЮНЕСКО наряду с Бордо)
- Реймсский собор
- Шартрский собор
- Лазурный Берег
- Шамони и Монблан
- рождественский рынок Страсбурга
- парки аттракционов (Диснейленд, Астерикс, Вулкания, Футюроскоп…)
- архитектурные сооружения, среди которых Виадук Мийо

Список самых посещаемых мест во Франции в 2006 году
(в скобках дано название департамента)
1. Нотр-Дам (Париж), 13 500 000 посетителей.
2. Лес Фонтенбло, 13 000 000.
3. Диснейленд, 12 800 000.
4. Блошиный рынок в припарижском Сент-Уен, 11 000 000.
5. Базилика Сакре-Кёр (Париж), 10 500 000.
6. Руанская флотская армада (Сен-Маритим), 10 000 000 в 2003 году (проходит раз в 5 лет в июле, следующая в 2013).
7. Лувр (Париж), 8 300 000.
8. Парк Версальского дворца (Ивелин), 7 000 000.
9. Эйфелева башня (Париж), 6 719 200.
10. Центр Помпиду (Париж), 6 600 000.
11. Исторический центр города Лиона (Рона), 5 500 000.
12. Базилика Нотр-Дам-дю-Розер (Basilique Notre-Dame-du-Rosaire) в Лурд, 4 700 000.
13. Ницца (Сен-Маритим), 4 000 000.
14. Праздник света в городе Лион (Рона), 4 000 000 (ежегодно в декабре).
15. Национальный парк Сен-Клу (О-де-Сен), 4 000 000.
16. Монте-Карло, 4 000 000.
17. Городок науки и индустрии в Ля Вилетт (Париж), 3 900 000.
18. Большой парк Мирибель-Жонаж, Лион (Рона), 3 500 000.
19. Версальский дворец (Ивелин), 3 300 200.
20. Мон-Сен-Мишель (Манш), 3 250 000.
21. Исторический центр города Страсбурга (Рейн Нижний), 3 000 000.
22. Порт в старой части города Ла-Рошель, 3 000 000.
23. Музей Орсе (Париж), 3 000 000.
24. «Блошиный рынок» в городе Лилль (Нор), 3 000 000 (ежегодно в сентябре).
25. Городок Ле-Бо-де-Прованс (Les Baux de Provence) (Буш-дю-Рон), 2 500 000.
26. Ботанический сад Борели в Марселе (Буш-дю-Рон), 2 400 000.
27. Городок Риквир (Riquewihr), 2 100 000.
28. Порт Луны в городе Бордо (Жиронда), 2 000 000.
29. Форт Сен-Мало, 2 000 000.
30. Порт Онфлёр, 2 000 000.
31. Исторический центр Руана (Сен-Маритим), 1 800 000.
32. Реймсский собор (Шампань), 1 500 000.
33. Шартрский собор (Эр и Луар), 1 500 000.
34. Государственный музей естествознания (Париж), 1 444 744.
35. Зоопарк города Лилль (Нор), 1 400 000.
36. Города Живерни и Вернон (Эр), 1 200 000.
37. Карнавал в Ницце (Сен-Маритим), 1 200 000 (ежегодно в апреле).
38. Пон-дю-Гар, 1 113 000.
39. Триумфальная арка (Париж), 1 032 999
40. Городок Сарла (Sarlat) (Дордонь), 1 000 000.
41. Базилика Везле (Йонна), 1 000 000.
42. Речной праздник в Бордо (Жиронда), 1 000 000 (ежегодно в июне).
43. Дом Инвалидов (Париж), 990 650.

## Государственные туристские органы
- «Национальный совет по туризму[фр.]» (Conseil national du Tourisme) — консультативный орган при министре по туризму.
- «Ату Франс» (Atout France) — занимается рекламой туризма во Франции за рубежом.
- «Национальное агентство по чекам отпускников» (Agence nationale pour les chèques-vacances), общественное учреждение промышленно-коммерческого характера, занимающееся чеками отпускников.
- «Национальный совет цветущих городов и посёлков» (Conseil national des villes et villages fleuris).